# Kylie Jenner

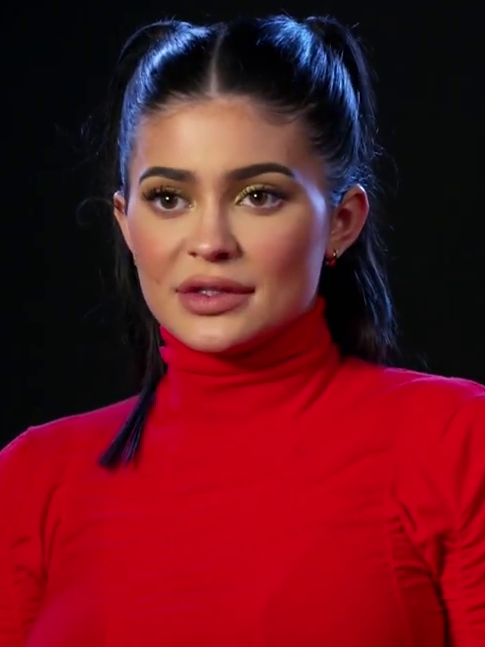
Kylie Jenner (2017)

Kylie Kristen Jenner (* 10. August 1997 in Calabasas, Kalifornien) ist eine US-amerikanische Reality-TV-Teilnehmerin und Unternehmerin. Sie ist bekannt aus der Fernsehshow Keeping Up with the Kardashians und ist Gründerin und Inhaberin des Kosmetikunternehmens Kylie Cosmetics und des Modeunternehmens Khy sowie der Wodka-Soda Firma Drink Sprinter.

## Leben
Kylie Jenner ist die Tochter von Kris Jenner und Caitlyn Jenner sowie die Schwester von Kendall Jenner. Sie hat mütterlicherseits vier ältere Halbgeschwister namens Kourtney, Kim, Khloé und Rob Kardashian. Außerdem hat sie väterlicherseits die drei Halbbrüder Burt, Brandon und Brody Jenner sowie die Halbschwester Casey Jenner.
Jenner ging zunächst auf die Sierra Canyon School. Im Jahr 2012 entschied sie sich dafür, sich zu Hause privat unterrichten zu lassen, damit sie sich besser um ihre Karriere kümmern konnte. Im Sommer 2015 schloss sie die High School ab.
Am 1. Februar 2018 wurden sie und ihr Lebensgefährte Travis Scott Eltern einer Tochter. Am 2. Februar 2022 wurde sie Mutter eines Sohnes.
Seit Anfang des Jahres 2023 ist sie mit dem Schauspieler Timothée Chalamet zusammen.

## Karriere
Kylie Jenners Karriere begann 2010 mit ersten Fototerminen und Modeljobs. Unter anderem wurde sie mit ihrer Schwester Kendall im Paper-Magazine in der Artikelserie „Beautiful People“ abgebildet. Es folgten Fototermine für die Magazine OK! und Teen Vogue sowie weitere mit Agenturen und Fotografen.
Im Jahr 2011 lief Kylie Jenner bei der New York Fashion Week für das Modelabel von Avril Lavigne. Der Auftritt stieß auf Kritik, da Models unter 16 Jahren nicht gebucht werden dürfen, und Jenner im Alter von 14 Jahren auf dem Laufsteg auftrat.
Ebenfalls im Jahr 2011 wählte die Zeitschrift Seventeen Kylie und Kendall Jenner zu den „Style Stars des Jahres 2011“ und als neue „Style-Botschafterinnen“ für das Magazin aus. Außerdem waren die beiden Schwestern auf der Titelseite der Septemberausgabe der Seventeen zu sehen.

## Unternehmerin
2012 arbeitete sie zusammen mit ihrer Schwester Kendall mit der Bekleidungsmarke PacSun zusammen und entwickelte eine Bekleidungslinie namens Kendall & Kylie. 2015 brachte Jenner ihre eigene Kosmetiklinie namens Kylie Lip Kits auf den Markt, die im folgenden Jahr in Kylie Cosmetics umbenannt wurde. Sie veröffentlichte auch eine mobile App, die im US-amerikanischen iTunes App Store die Nummer eins erreichte.
Über Kylie Cosmetics, bei dessen Aufbau und Logistik sie auf Shopify zurückgreift, verzeichnete sie einen Online Umsatz von 360 Millionen Dollar.
In den Jahren 2014 und 2015 führte das Time Magazine die Jenner-Schwestern auf ihrer Liste der einflussreichsten Teenager der Welt auf, wobei sie auf ihren erheblichen Einfluss unter den Jugendlichen in den sozialen Medien verwies.
Im Jahr 2017 wurde Jenner auf die Forbes Celebrity 100-Liste gesetzt und ist dort die jüngste Person. Jenner spielte in ihrer eigenen Spin-off-Serie Life of Kylie, die auf E! am 6. August 2017 Premiere hatte. Mit 300 Millionen Followern im Januar 2021 gehört sie zu den zehn meistgefolgten Personen auf Instagram und war bis 2023 die meistgefolgte Frau der Plattform.

## Vermögen
Laut Forbes betrug ihr Reinvermögen im März 2019 eine Milliarde US-Dollar, vor allem, weil sie Alleineigentümerin von Kylie Cosmetics ist. Damit galt sie als die bisher jüngste Selfmade-Milliardärin, wobei jedoch immer wieder in Frage gestellt wurde, ob sie aufgrund ihrer familiären Einbindung wirklich als „Selfmade-Milliardärin“ bezeichnet werden könne. Im Mai 2020 revidierte das Forbes-Magazin die eigene Aussage, dass Kylie Jenner als Milliardärin gelte und warf der Kardashian-Jenner-Familie gleichzeitig vor, den Wert des Kosmetikherstellers absichtlich hochgespielt zu haben. 2021 wird ihr Vermögen von Forbes auf 700 Millionen US-Dollar geschätzt.

## Filmografie (Fernsehen)
- 2022 The Kardashians
- 2007–2021 Keeping Up with the Kardashians
- 2010: Kourtney and Khloé Take Miami
- 2011: Khloé & Lamar
- 2011: Kendall’s Sweet 16
- 2012: America’s Next Top Model Cycle 18
- 2012: Million Dollar Closets
- 2013: Kourtney and Kim Take Miami
- 2014: Deal with it
- 2014: Much Music Video Awards
- 2014: Kourtney and Khloé Take The Hamptons
- 2014: Ridiculousness
- seit 2015: I Am Cait
- 2015: Kingin’ with Tyga
- 2017: Life of Kylie
- 2018: Ocean’s 8

## Filmografie (Musikvideos)
| Jahr | Titel                 | Künstler                           | Rolle            |
| ---- | --------------------- | ---------------------------------- | ---------------- |
| 2013 | Find That Girl        | The Boy Band Project               | Schwarm          |
| 2014 | Recognize             | PartyNextDoor (featuring Drake)    | Sich selbst      |
| 2014 | Blue Ocean            | Jaden Smith                        | Sich selbst      |
| 2015 | Stimulated            | Tyga                               | Schwarm          |
| 2015 | Dope’d Up             | Tyga                               | Schwarm          |
| 2015 | I’m Yours             | Justine Skye (featuring Vic Mensa) | Karaoke-Sängerin |
| 2016 | Come and See me       | PartyNextDoor (featuring Drake)    | Schwarm          |
| 2018 | Stop Trying To Be God | Travis Scott                       | Sich selbst      |
| 2020 | WAP                   | Cardi B feat. Megan Thee Stallion  | Sich selbst      |

## Medien
Songs über Kylie
- Kylie Jenner von Brisk (2016)
- Kylie Jenner von T-Wayne feat. Angelo Dorsey (2016)
- Kylie Jenner von J.O.N. (2015)
- Kylie Jenner von T.Oak$ (2015)
- Kylie Jenner von Brooke Lynne Bound (2015)